# Верхун, Андреа
Андреа Верхун (англ. Andrea Werhun; род. Торонто) — канадская писательница и актриса. Наиболее известна своей книгой 2018 года «Современная шлюха» — мемуарами о том времени, когда она была секс-работницей до того, как стать творческой личностью.

## Биография
Верхун работала в эскорте и эротической танцовщицей. Оставив эту работу, она написала и опубликовала книгу «Современная шлюха», но продолжала вести активную общественную деятельность, помогая обучать активных секс-работников таким вопросам, как безопасный секс и защита от насилия.
После публикации «Современной шлюхи» она появилась в короткометражной документальной экранизации книги, снятой Николь Базуин. Расширенное издание книги было опубликовано издательством Penguin Random House Canada в 2022 году, а полнометражная версия документального фильма, которая снята Базуин и исполнительным продюсером которой стал Шон Бейкер, поступила в производство в 2024 году.
В 2023 году Верхун выступила в качестве продюсера короткометражного фильма Базуин «Процветание: диссоциированная мечтательность».
В 2024 году Верхун работала креативным консультантом в фильме Бейкера «Анора» и выступила в качестве актрисы в фильме Ли Сук-инь «Плата за это».